# Tuwei He
Tuwei He är ett vattendrag i Kina. Det ligger i provinsen Shaanxi, i den nordvästra delen av landet, omkring 460 kilometer norr om provinshuvudstaden Xi'an.
Genomsnittlig årsnederbörd är 752 millimeter. Den regnigaste månaden är juli, med i genomsnitt 256 mm nederbörd, och den torraste är december, med 3 mm nederbörd.